# Adam Corrigan
Adam Corrigan (18 de enero de 1983) es un deportista australiano que compitió en taekwondo. Ganó una medalla de plata en el Campeonato Asiático de Taekwondo de 2006 en la categoría de –84 kg.

## Palmarés internacional
| Campeonato Asiático | Campeonato Asiático | Campeonato Asiático | Campeonato Asiático |
| Año                 | Lugar               | Medalla             | Categoría           |
| ------------------- | ------------------- | ------------------- | ------------------- |
| 2006                | Bangkok (Tailandia) | Medalla de plata    | –84 kg              |